# Abd-al-Màlik ibn Attaix
Abd-al-Màlik ibn Attaix fou daï ismaïlita de Pèrsia. A la meitat del segle xi fou encarregat de la dawa (missió) a l'Iraq Adjemi (Pèrsia occidental); es creu que va residir a Esfahan (i potser era el metge del sultà Toghrul Beg), però acusat de xiïsme va fugir al cap d'un temps i es va establir a Rayy (vers maig/juny del 1072); allí es va associar al cap ismaïlita local Abu Ali al-Nisaburi, i fou el que va enrolar a Hasan-i Sabbah d'Alamut. També va obtenir el suport del cap de la fortalesa de Girdkuh o Gerdkuh, Muzaffar, que va esdevenir un dels caps ismaïlites mizarites principals. Va morir a la regió de Rayy.
Va escriure un llibre titulat al-Akika.
El seu fill Àhmad ibn Abd-al-Màlik ibn Attaix també fou un destacat cap ismaïlita.